# Apodemus semotus
Apodemus semotus es una especie de roedor de la familia Muridae.

## Distribución geográfica
Se encuentra sólo en Taiwán. 